# C1orf195
C1orf195 (англ. Chromosome 1 open reading frame 195) – білок, який кодується однойменним геном, розташованим у людей на 1-й хромосомі. Довжина поліпептидного ланцюга білка становить 126 амінокислот, а молекулярна маса — 13 826.
| 10         |  | 20         |  | 30         |  | 40         |  | 50         |
| ---------- |  | ---------- |  | ---------- |  | ---------- |  | ---------- |
| MPSSTLTCKP |  | FDLKQRSSRR |  | GPKSTASASP |  | RSCLKPSCGK |  | QVCLLLSVRR |
| SQSLAHPGRD |  | STRVLSYQQT |  | SSDAVSQYKH |  | TGKVEELYGL |  | RLSWLSQAQF |
| LLAQDKTAYA |  | VKSVVLPASN |  | HKTKGQ     |  |            |  |            |

A: Аланін

C: Цистеїн

D: Аспарагінова кислота

E: Глутамінова кислота

F: Фенілаланін

G: Гліцин

H: Гістидин

K: Лізин

L: Лейцин

M: Метіонін

N: Аспарагін

P: Пролін

Q: Глутамін

R: Аргінін

S: Серин

T: Треонін

V: Валін

W: Триптофан

Задіяний у такому біологічному процесі, як альтернативний сплайсинг. 